# Allosauroidea
Los alosauroideos (Allosauroidea) son una superfamilia de dinosaurios terópodos carnosaurianos, que vivieron desde el Jurásico superior hasta el Cretácico Superior, hace aproximadamente 156 y 90 millones de años, desde el Oxfordiense hasta el Maastrichtiense, en lo que hoy es Europa, América, Asia, África y Australia, y contiene a cuatro familias — Metriacanthosauridae, Allosauridae, Carcharodontosauridae y Neovenatoridae. El alosauroide más antiguo conocido, Shidaisaurus jinae, apareció a inicios del Jurásico Medio (probablemente en la época del Bajociano) en China. Los últimos miembros supervivientes del grupo desaparecieron hace unos 93 millones de años en Asia (Shaochilong) y Suramérica (Mapusaurus), aunque los megaraptores, que incluyen al mucho más reciente Orkoraptor del Cretácico Superior (etapa del Maastrichtiense), podrían pertenecer al grupo también. Adicionalmente, se han encontrado posibles restos de carcarodontosáuridos que datan del límite entre el Campaniense-Maastrichtiano (hace 70 millones de años) en Brasil, si bien son demasiado fragmentarios. Los alosauroides tenían cráneos largos y estrechos con grandes órbitas oculares, manos con tres dedos y por lo general poseían pequeños "cuernos" o crestas ornamentales en sus cabezas. El más famoso y mejor conocido de los alosauroides es justamente el género que le da nombre al grupo, Allosaurus de Norteamérica.

## Clasificación

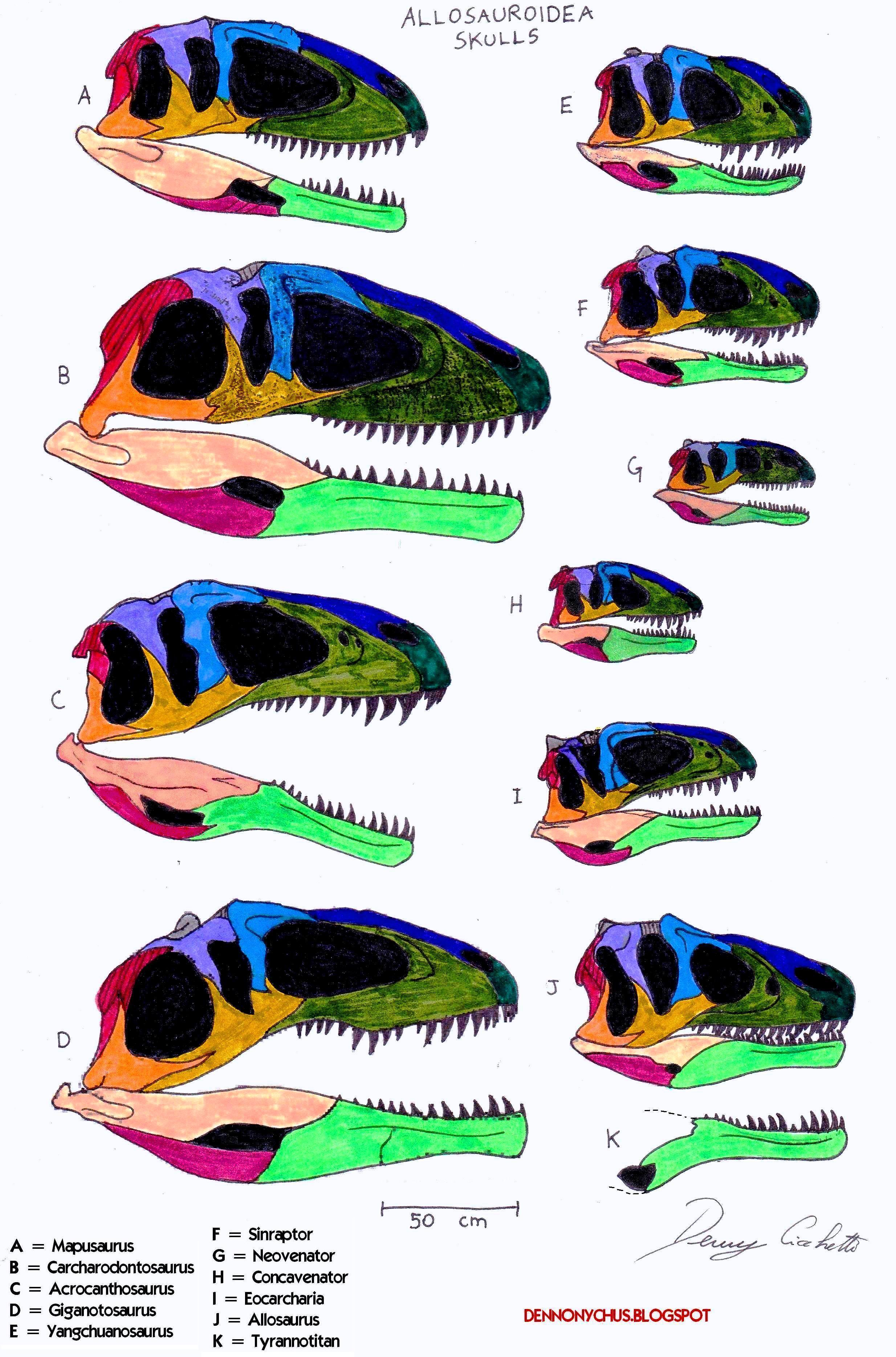
Comparación de cráneos de alosauroides.

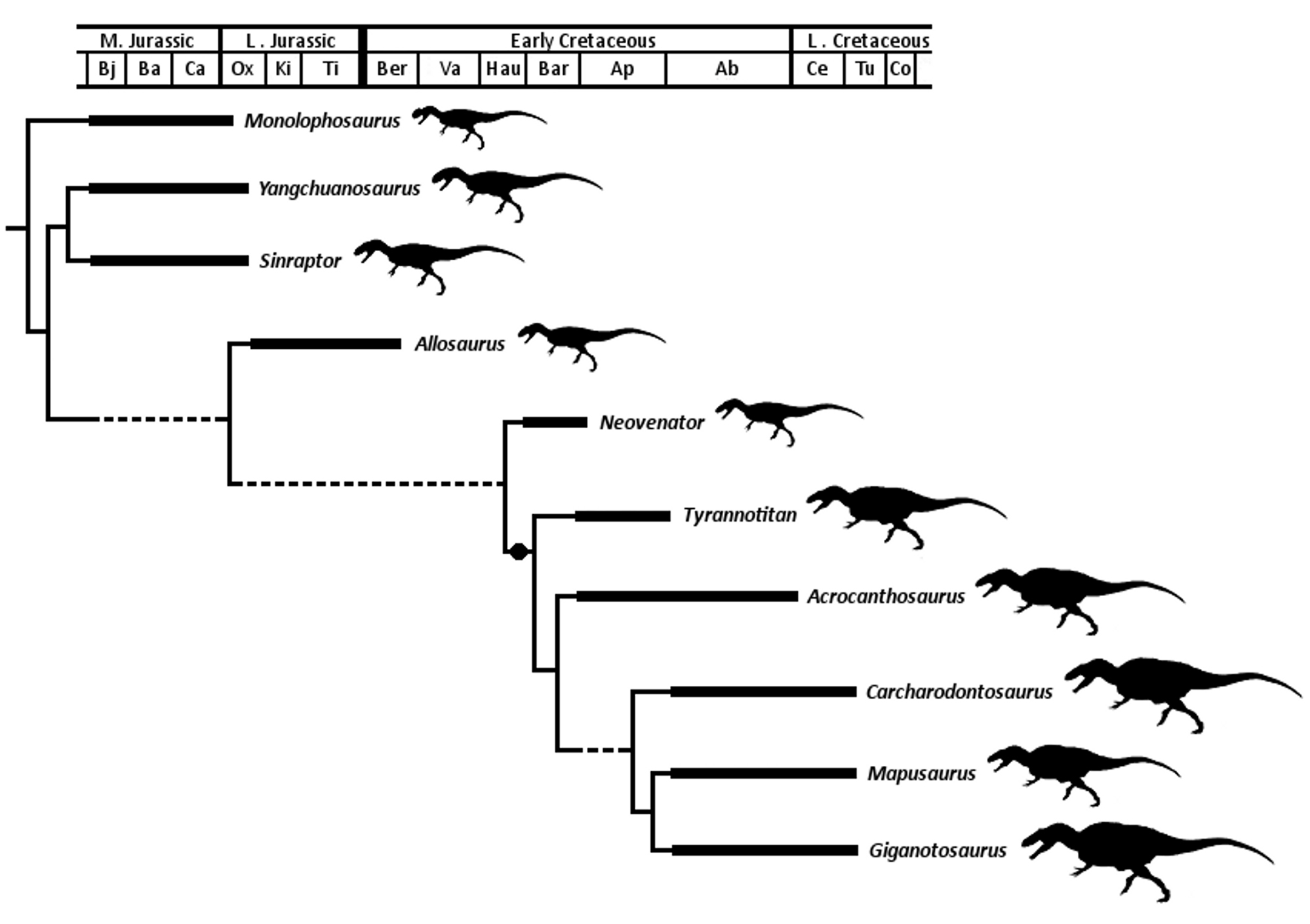
Cladograma de Allosauroidea.

Como clado, Allosauroidea fue propuesto originalmente por Phil Currie y Zhao (1993; p. 2079), y fue posteriormente usado como un taxón basado en tallos sin definir por Paul Sereno (1997). Sereno (1998; p. 64) fue el primero en proporcionar una definición para Allosauroidea basadas en tallos, que es "Todos los neotetanuranos más cercanos a Allosaurus que a las Neornithes." Kevin Padian (2007) usó una definición basada en nodos, definiendo a Allosauroidea como "Allosaurus, Sinraptor, su ancestro común más reciente, y todos sus descendientes". Thomas R. Holtz y colaboradores (2004; p. 100) y Phil Currie y Ken Carpenter (2000), entre otros, han seguido esta última definición. Sin embargo, en algunos análisis (como el de Currie y Carpenter, 2000), la situación de los carcarodontosáuridos con respecto a los alosáuridos y los metriacantosáuridos es incierta, y por lo tanto no hay certeza sobre si eran o no alosauroides (Currie & Carpenter, 2000).
El cladograma presentado aquí es una versión simplificada del análisis de 2012 realizado por Carrano, Benson y Sampson tras la exclusión de los tres taxones "comodines", Poekilopleuron, Xuanhanosaurus y Streptospondylus.
|                     | Allosauridae                                                             |
|                     |                                                                          |
| Carcharodontosauria | \| \| Neovenatoridae \| \| \| \| \| \| Carcharodontosauridae \| \| \| \| |
|                     | \| \| Neovenatoridae \| \| \| \| \| \| Carcharodontosauridae \| \| \| \| |
|                     | Neovenatoridae                                                           |
|                     |                                                                          |
|                     | Carcharodontosauridae                                                    |
|                     |                                                                          |

|  | Neovenatoridae        |
|  |                       |
|  | Carcharodontosauridae |
|  |                       |

|                     | Allosauridae                                                             |
|                     |                                                                          |
| Carcharodontosauria | \| \| Neovenatoridae \| \| \| \| \| \| Carcharodontosauridae \| \| \| \| |
|                     | \| \| Neovenatoridae \| \| \| \| \| \| Carcharodontosauridae \| \| \| \| |
|                     | Neovenatoridae                                                           |
|                     |                                                                          |
|                     | Carcharodontosauridae                                                    |
|                     |                                                                          |

|  | Neovenatoridae        |
|  |                       |
|  | Carcharodontosauridae |
|  |                       |

## CPT-1980
CPT-1980 es el número de catálogo de museo dado a una corona dental aislada de alosauroide de 9.83 centímetros actualmente alojada en el Museo Fundación Conjunto Paleontológico de Teruel. En 2009, este diente fue comparado con otro diente de alosauroide hallado en Portugal que medía 12.7 cm. Los análisis llevaron a la conclusión que CPT-1980 constituye el mayor diente de terópodo conocido en España. Este diente fue descubierto por pobladores del área de Riodeva, Teruel en la Formación Villar del Arzobispo, más precisamente conocida como RD-39. Sus rocas han sido datadas de la época del Titoniense-Berriasiense (Jurásico Superior-Cretácico Inferior).

## Taxonomía
- Superfamilia Allosauroidea
  - Asfaltovenator
  - Erectopus
  - Becklespinax?
  - Xuanhanosaurus[2]
  - Familia Metriacanthosauridae
    - Metriacanthosaurus
    - Sinraptor
    - Szechuanosaurus
    - Yangchuanosaurus
    - Alpakarakush

  - Familia Allosauridae
    - Allosaurus
    - Epanterias???

  - Familia Carcharodontosauridae
    - Shaochilong
    - Acrocanthosaurus
    - Concavenator
    - Eocarcharia
    - Sauroniops
    - Lajasvenator
    - Taurovenator
    - Subfamilia Carcharodontosaurinae
      - Carcharodontosaurus
      - Tyrannotitan
      - Giganotosaurus
      - Mapusaurus

  - Familia Neovenatoridae
    - Neovenator
    - Chilantaisaurus
    - Siats
    - Subfamilia Megaraptora
      - Australovenator
      - Fukuiraptor
      - Orkoraptor
      - Aerosteon
      - Megaraptor